# Carpodetus major
Carpodetus major är en tvåhjärtbladig växtart som beskrevs av Schlechter. Carpodetus major ingår i släktet Carpodetus och familjen Rousseaceae. Inga underarter finns listade i Catalogue of Life.